# Иван Илчев (политик)
 Тази статия е за политика.  За историка вижте Иван Илчев.  За общественика вижте Иван Илчев (МПО).
Иван Димитров Илчев (Митов) е български политик от БКП.

## Биография
Роден е на 10 август 1905 г. в пазарджишкото село Лесичово. Взема участие в Септемврийското въстание през 1923 г. От 1927 г. е член на БКП. На следващата година участва в Учредителната конференция на РМС. От 1932 до 1934 г. е секретар на ЦК на РМС и на ЦК на БКМС. От 1939 до 1941 г. е последователно секретар на Лозенския районен комитет на БКП в София, а след това и Централния районен комитет на БКП в София. Между 1941 и 1943 г. е интерниран в лагерите „Гонда вода“ и „Кръстополе“. От 1943 до 1944 г. е секретар на Градския и член на Окръжния комитет на БКП в Пловдив. След 9 септември 1944 г. започва работа в МВР. Секретар е на Окръжния комитет на БКП в Пловдив, председател на Контролната комисия при ЦК на БКП, завежда отдел на ЦК на БКП, а от 1954 до 1958 г. е член на ЦК на БКП. С указ № 1502 от 9 август 1975 г. е обявен за герой на социалистическия труд на България. В периода 1966 – 1982 г. е член на Централната контролно-ревизионна комисия при ЦК на БКП. Умира на 5 юни 1982 г. в Пловдив. Носител е още на ордени „Георги Димитров“, „Народна република България“ I ст.